# Anton Stres

Erzbischofswappen

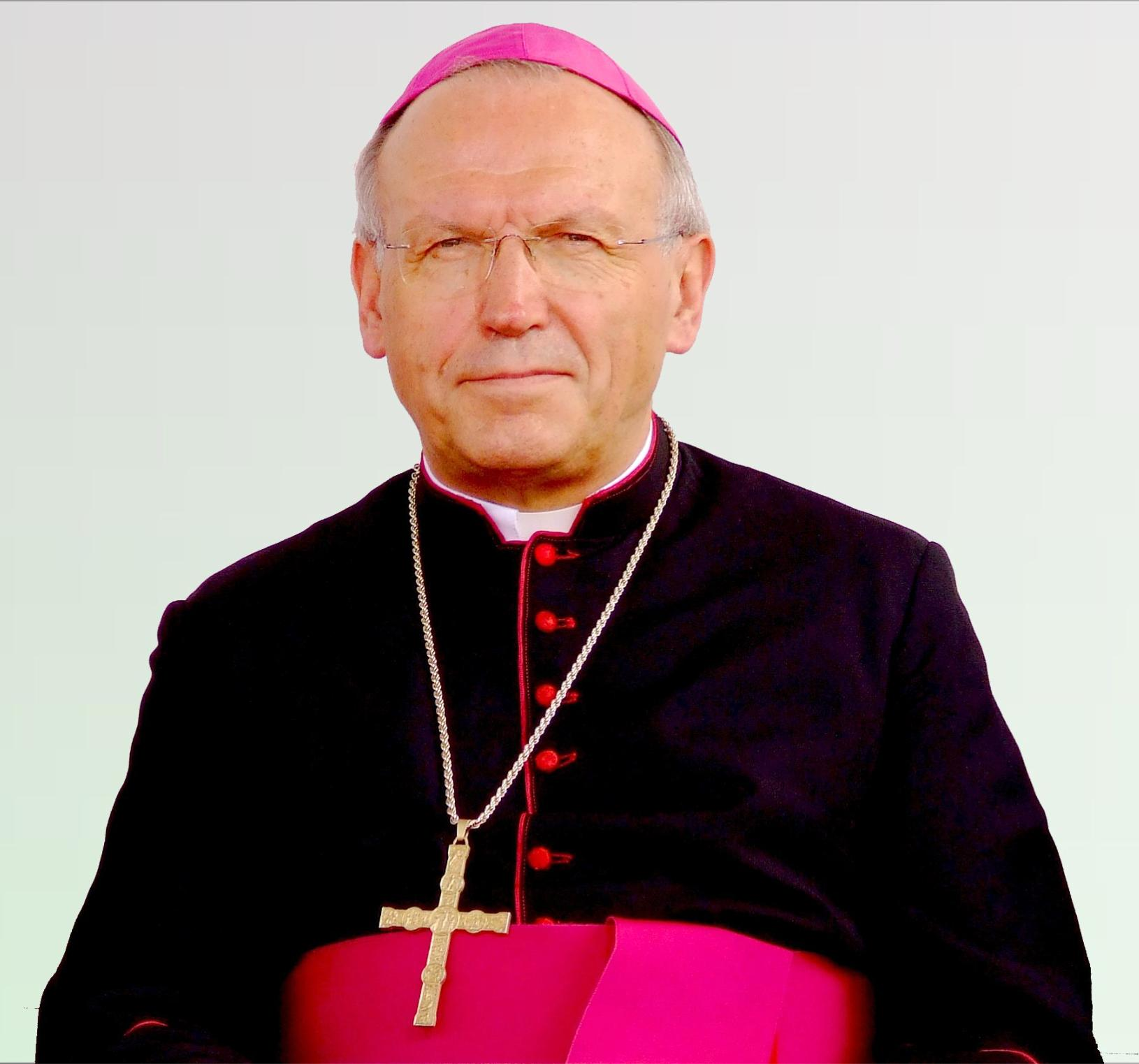
Erzbischof Anton Stres (ca. 2010)

Anton Stres CM (* 15. Dezember 1942 in Donačka Gora) ist ein slowenischer Ordensgeistlicher und emeritierter römisch-katholischer Erzbischof von Ljubljana.

## Leben
Anton Stres trat der Ordensgemeinschaft der Lazaristen bei, legte die Profess am 28. März 1967 ab und empfing am 20. April 1968 die Priesterweihe.
Papst Johannes Paul II. ernannte ihn am 13. Mai 2000 zum Weihbischof in Maribor und Titularbischof von Poetovium. Die Bischofsweihe spendete ihm der Bischof von Maribor, Franc Kramberger, am 24. Juni desselben Jahres; Mitkonsekratoren waren Franc Rodé CM, Erzbischof von Ljubljana, und Metod Pirih, Bischof von Koper. Als Wahlspruch wählte er Omnia propter Evangelium.
Am 7. April 2006 wurde er zum Bischof von Celje ernannt und am 21. Mai desselben Jahres in das Amt eingeführt. Benedikt XVI. ernannte ihn am 31. Januar 2009 zum Koadjutorerzbischof von Maribor. Am 28. November 2009 wurde er zum Erzbischof von Ljubljana ernannt und am 24. Januar des nächsten Jahres in das Amt eingeführt.
Am 31. Juli 2013 nahm Papst Franziskus seinen Rücktritt an, den er wegen der desolaten finanziellen Situation des Erzbistums Maribor angeboten hatte. Dadurch und durch den gleichzeitigen Rücktritt des Erzbischofs von Maribor, Marjan Turnšek, sollte ein Neuanfang für die Kirche in Slowenien ermöglicht werden.
Papst Franziskus ernannte ihn am 3. Mai 2018 zum Konsultor des Päpstlichen Rates für die Kultur.

## Akademische Karriere
Stres unterrichtete ab 1974 an der Universität Ljubljana. 1977 wurde er Assistenzprofessor und 1985 apl. Professor. 1990 erhielt er eine volle Professur. Von 1983 bis 1993 war er Abteilungsleiter des Department of Philosophy, und von 1999 bis 2000 Dekan der Fakultät. Während seiner akademischen Karriere schrieb er 18 Bücher und über 300 wissenschaftliche Beiträge.